# Эгонихон пурпурно-голубой
Эгонихон пурпурно-голубой (лат. Aegonychon purpureocaeruleum) синоним (лат. Lithospermum purpurocaeruleum) — вид трав из рода Воробейник семейства Бурачниковые (Boraginaceae).
По данным The Plant List на 2013 год, название Lithospermum purpurocaeruleum L. является синонимом действительного названия Buglossoides purpurocaerulea (L.) I.M.Johnst. — Воробейничек пурпурно-голубой.

## Ареал и среда обитания
Произрастает в лесостепной и широколиственнолесной зонах Европы и Азии (на Балканах, Азово-Черноморье, Донецком кряже, Средиземноморье, в Малой Азии, в Японии). На территории России отмечен в Белгородской, Саратовской, Воронежской, Ростовской областях, а также на Кавказе и в Крыму. Растет в светлых лиственных лесах, кустарниках, в предгорье.

## Описание
Многолетние растение. Высота от 30 до 50 см. Представляет собой ряд дугообразных побегов, лежащих на земле, уходящих в корень; разрастаясь, напоминает плотный ковёр. Листья серо-зеленые, маленькие, покрыты пушком. Цветок — ветвистый сине-фиолетовый. Плод — небольшой орех, белого цвета.

## Охрана
В России внесен в Красные Книги Воронежской области и Ростовской области, на Украине внесен в Красные Книги Закарпатской области и Полтавской области. 